# Emanuel Willis Wilson
Emanuel Willis Wilson, född 11 augusti 1844 i Harpers Ferry i Virginia (nuvarande West Virginia), död 28 maj 1905 i Charleston i West Virginia, var en amerikansk politiker (demokrat). Han var West Virginias guvernör 1885–1890.
Wilson efterträdde 1885 Jacob B. Jackson som guvernör och efterträddes 1890 av Aretas B. Fleming.